# Bezprądowe powlekanie niklem
Bezprądowe powlekanie niklem – autokatalityczna technika chemicznego nanoszenia powłok niklowo-fosforowych lub niklowo-borowych na określone powierzchnie (metalowe lub plastikowe). 
Proces polega na chemicznym zredukowaniu jonów niklu. Najczęściej jako reduktor wykorzystywany jest roztwór fosfinianu sodu (podfosforynu sodu), NaPH2O2. W wyniku reakcji powstaje powłoka stopowa o różnej zawartości procentowej fosforu – od nisko fosforowych (2–5%) do wysoko fosforowych (11–14%).
Właściwości mechaniczne i metalurgiczne powłoki zależą właśnie od zawarości fosforu.

## Przygotowanie powierzchni
Przed przeprowadzeniem osadzania powierzchnia musi zostać odpowiednio przygotowana. Pierwszym etapem jest obróbka mechaniczna, następnie mycie wraz z odtłuszczaniem, a na końcu trawienie. Należy również przeprowadzić aktywację powierzchni przy pomocy np. chlorku cyny(II) SnCl2 i chlorku palladu(II) PdCl2.

## Wady i zalety
Bezprądowe powlekanie ma kilka przewag nad galwanicznymi metodami. 
Nie potrzeba wykorzystywać źródła prądu, można osadzać na powierzchni bez względu na jej kształt, oraz można osadzać na nieprzewodzących powierzchniach. 
Inne zalety:
- Możliwe powlekanie jedynie na części powierzchni.
- Nie potrzeba zaawansowanego sprzętu.
- Dowolnie można wybierać masę i grubość osadzanej powłoki.
- Doskonałe mikrowygładzanie.
- Uzupełnianie surowców może następować automatycznie.
- Nie potrzeba skomplikowanej filtracji.
- Można uzyskać powierzchnie od matowych do o wysokim połysku.

Wadą jest zużywanie się substratów i konieczność ich uzupełniania lub wymiany.

## Nakładanie
Najpowszechniejszą technologią bezprądowego powlekania niklem jest wykorzystywanie fosforu. Zawartość fosforu w takiej powłoce może się wahać od 2% do 14%.
Tego typu powłoki stosuje się w przypadku gdy potrzeba dużej odporności na ścieranie, odpowiedniej twardości oraz przy ochronie przed korozją.
Przykładowe produkty to zawory bezpieczeństwa szybów naftowych, wirniki, wały itp.
Często tego typu technologię stosuje się również przy produkcji obwodów drukowanych, zazwyczaj z dodatkową powłoką złota w celu ochrony przed korozją. 
Z powodu wysokiej twardości powłoki może ona zostać użyta do ochrony zużytych części.
Powłoki grubości 25 do 100 mikrometrów mogą być nałożone i mechanicznie obrobione do właściwego kształtu.
Jednolitość osadzania oznacza możliwość wykorzystania do powlekania skomplikowanych elementów, na których niemożliwe jest osadzenie innego typu twardych powłok (np. chromu).